# Comuna Frumușica, Florești
Comuna Frumușica este o comună din raionul Florești, Republica Moldova. Este formată din satele Frumușica (sat-reședință) și Frumușica Nouă.

## Demografie
Conform datelor recensământului din 2014, comuna are o populație de 1.556 de locuitori. La recensământul din 2004 erau 1.560 de locuitori.

## Administrație și politică
Componența Consiliului local Frumușica (9 consilieri), ales la 5 noiembrie 2023, este următoarea:
|  | Partid                                        | Consilieri | Componență | Componență | Componență | Componență |
|  | --------------------------------------------- | ---------- | ---------- | ---------- | ---------- | ---------- |
|  | Partidul Acțiune și Solidaritate              | 4          |            |            |            |            |
|  | Mișcarea „Respect Moldova”                    | 4          |            |            |            |            |
|  | Partidul Dezvoltării și Consolidării Moldovei | 1          |            |            |            |            |